# غاريث مور
غاريث مور (بالإنجليزية: Gareth Moore)‏ هو مؤلف وراهب بريطاني، ولد في 6 يوليو 1948 في برموندزي ‏ في المملكة المتحدة، وتوفي في 6 ديسمبر 2002.